# Aenictophyton reconditum
Aenictophyton es un género monotípico de plantas perteneciente a la familia Fabaceae. Su única especie: Aenictophyton reconditum es originaria de Australia.

## Descripción
Es un arbusto casi sin hojas, que alcanza un tamaño de 0.3-0.6 m de altura. Las flores son de color amarillo naranja y marrón, floreciendo desde mayo hasta noviembre en los suelos de arena roja en las dunas de arena en Australia Occidental.

## Taxonomía
Aenictophyton reconditum fue descrita por A.T.Lee y publicado en Contributions from the New South Wales National Herbarium 4(7): 423. 1973.